# 10326 Kuragano
10326 Kuragano este un asteroid din centura principală de asteroizi.

## Descriere
10326 Kuragano este un asteroid din centura principală de asteroizi. A fost descoperit pe 21 noiembrie 1990 la Kitami de Kin Endate și Kazuro Watanabe. Asteroidul prezintă o orbită caracterizată de o semiaxă mare de 2,39 ua, o excentricitate de 0,18 și o înclinație de 2,7° în raport cu ecliptica.